# پاستو (کلمبیا)
پاستو (کلمبیا) (به اسپانیایی: Pasto, Colombia) یک سکونتگاه مسکونی در Colombia است که در Nariño Department واقع شده‌است.

## خصوصیات
پاستو ۱٬۱۸۱ کیلومترمربع مساحت و ۴۸۰٬۰۰۰ نفر جمعیت دارد و ۲٬۵۲۷ متر بالاتر از سطح دریا واقع شده‌است.

## خواهرخوانده
شهر تولکان (اکوادور) خواهرخواندهٔ پاستو (کلمبیا) هست.